# Catopsbaatar catopsaloides
Catopsbaatar catopsaloides — вид викопних ссавців ряду Багатогорбкозубі (Multituberculata). Це були дрібні, травоїдні, гризуноподібні ссавці. Вони жили в епоху динозаврів, у кінці крейди на території Центральної Азії. Скам'янілі рештки знайдені у відкладеннях формації Барун Гойот у Монголії, датуються віком 84—70 млн років. Всього знайдено 4 черепи, один з них належав дитинчаті. Найбільший череп сягає 6 см завдовжки.